# جيريمي راسيل
جيريمي راسيل (بالإنجليزية: Jeremy Russell)‏ هو موسيقي أمريكي، ولد في 31 أغسطس 1944، وتوفي في 8 مارس 2005.